# Ōta Mizuho
Ōta Mizuho (japanisch 太田 水穂, bürgerlich: Ōta Teiichi (太田 貞一); * 9. Dezember 1876 in der Präfektur Nagano; † 1. Januar 1955) war ein japanischer Schriftsteller.

## Leben und Wirken
Ōta Mizuho lernte während seines Studiums an der Shinshū-Universität klassische Lyriksammlungen wie Man’yōshū und Kokinshū kennen und veröffentlichte eigene Gedichte in der Literaturzeitschrift Bungakukai (文学界). Nach Abschluss des Studiums unterrichtete er an der Mädchenoberschule Matsumoto (heute: Oberschule Matsumoto-Arigasaki). Zur gleichen Zeit gründete er mit dem Lyriker Kubota Utsubo das Waka-Magazin Konohana Kai (この花会).
Größere Bekanntheit erlangte Ōta durch die Herausgabe der Lyrik-Anthologien Tsuyukusa (つゆ艸; 1903) und Sanjō Kojō (山上湖上; 1906) mit seinem Schulfreund Shimaki Akahiko. 1908 wurde er Mitarbeiter der Zeitung Shinano Mainichi (信濃毎日新聞). Im Folgejahr wurde er Professor für Ethik an der Nippon Shika Daigaku („Japanische Hochschule für Zahnmedizin“). 1910 heiratete er die Lyrikerin Shiga Mitsuko. 1915 gründete er das Tanka-Magazin Chōon (潮音) und wandte sich verstärkt literaturgeschichtlichen und -wissenschaftlichen Arbeiten zu.

## Werke (Auswahl)
- Unchō (雲鳥) „Wolkenvögel“, Wakas, 1920
- Fuyuna (冬菜) „Wintergemüse“, Wakas, 1927
- Sagi U (鷺鵜) „Reiher und Kormorane“, 1933
- Raden (螺鈿) „Perlmutt“, Wakas, 1940
- Ryūō (流鴬) „Wandernde Nachtigallen“, Wakas, 1947